# 首当てをつけた自画像
『首当てをつけた自画像』（くびあてをつけたじがぞう, 蘭: Zelfportret met halsberg, 独: 
Selbstbildnis mit Halsberge, 英: Self Portrait with gorget）は、オランダ黄金時代の巨匠レンブラント・ファン・レインが1629年頃に制作した自画像である。油彩。レンブラントは40年のキャリアの中で40点を超える油彩の自画像を制作した。本作品は画家が故郷のライデンで制作した初期の肖像画の1つである。現在はニュルンベルクのゲルマン国立博物館に所蔵されている。また本作品のより有名なバージョンがデン・ハーグのマウリッツハイス美術館に所蔵されており、以前はこちらのバージョンがレンブラントの真筆画とされ、本作品はその複製と考えられていた。

## 作品

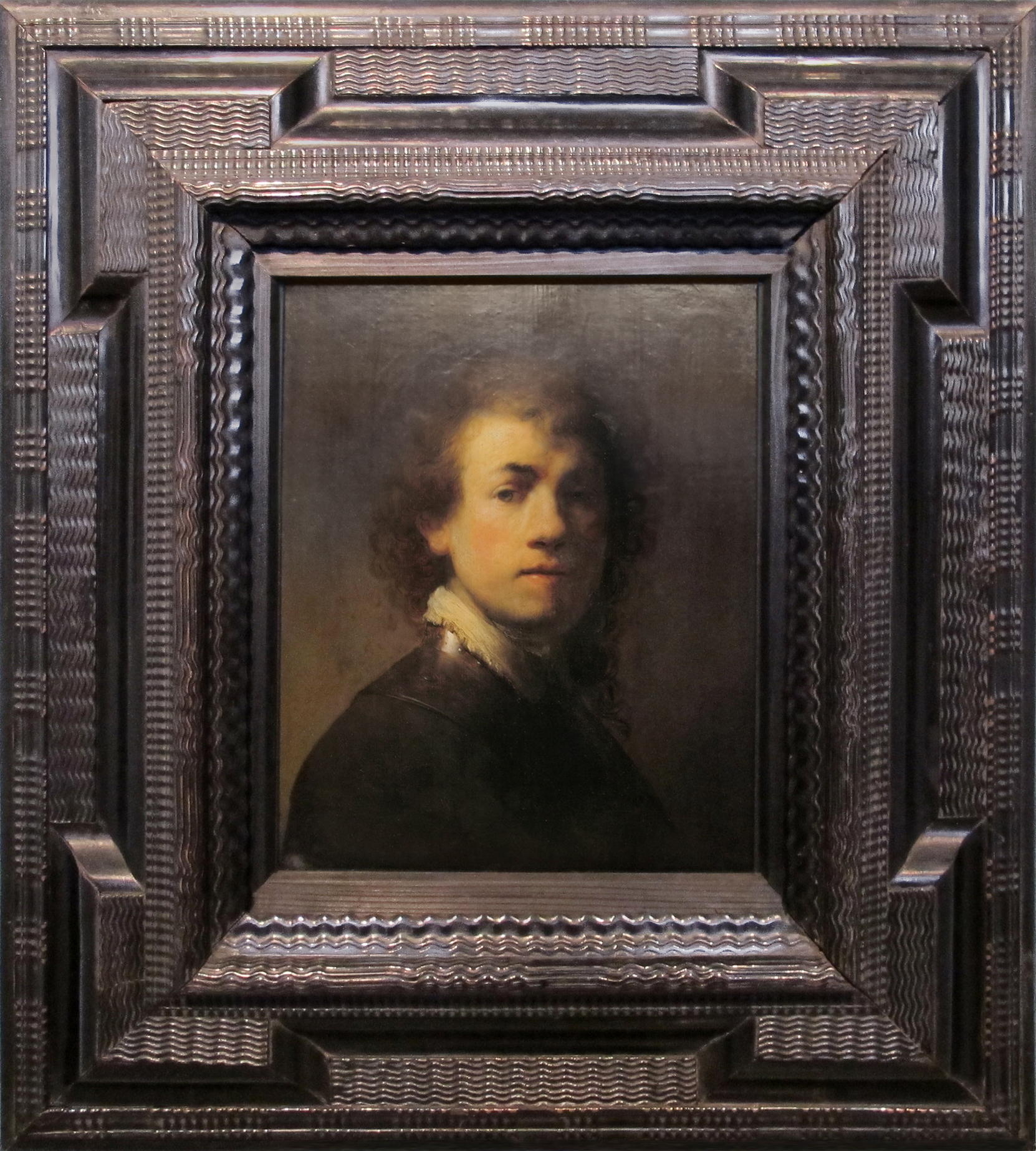
額縁。

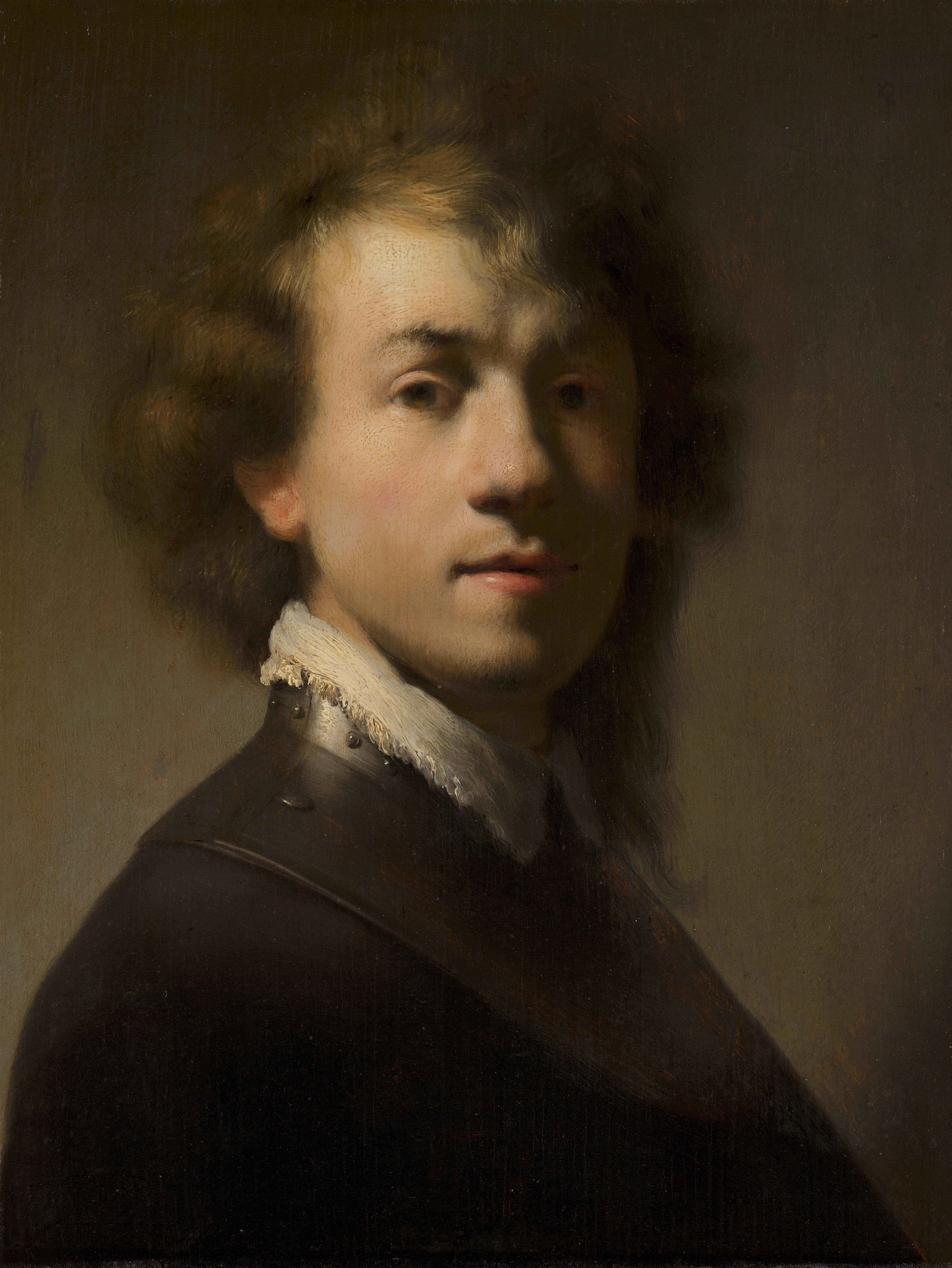
マウリッツハイス美術館のバージョン。長らくレンブラントの真筆画と見なされていた。

レンブラントは宮廷の騎士の衣装を身にまとった自身の姿を描いている。その姿は4分の3正面の半身像として描かれ、鑑賞者に対して自信に満ちた視線を向けている。黒のコートの上に金属製の首当てを身に着け、その下から細い白いシャツの襟を出して首当ての上で折っている。頭部の影になった左側の頬には貴族の男性の間で流行した愛嬌毛が垂れている。
若いレンブラントはこれらのファッションや直接的な視線により、自らを貴族であると主張している。そこには決して高貴な生まれではなかったレンブラントの社会的な野心が窺える。こうした傾向は特にレンブラントがライデンで制作した初期の自画像に見られる。本作品を含む衣装を着たレンブラントの自画像のいくつかは人物の表情や性格の表現を研究したトローニーを連想させる。宮廷衣装を身にまとったレンブラントの自画像の1つは、早くも1630年にイングランドのロイヤル・コレクションに加わっており、それらが販売および一般公開を目的として制作されたことを証明している。詩人であり、外交官としてイングランドに渡ったコンスタンティン・ホイヘンスはレンブラントを絵画の天才であると評価したが、同時にある種の傲慢さを持っていたと述べている。
技術的構造と様式の観点からライデン時代のレンブラントの絵画と対応していることが確認されている。画面右下にレンブラントが署名の代わりに記入したモノグラムの跡が残されている。

### 帰属
帰属については長い間マウリッツハイス美術館のバージョンの複製と考えられていた。1875年、美術史家アルフレッド・ベルガウはゲルマン国立博物館の自画像について、レンブラントの工房で働いた画家ホーファールト・フリンクに帰属することを提案した。また同年、美術評論家のアルフレッド・フォン・ヴルツバッハは両作品をレンブラントのオリジナルが失われた後に制作された複製とした。その後、1897年にヴィルヘルム・フォン・ボーデが本作品をマウリッツハイス版に基づいて制作された複製であると主張すると、約1世紀にわたってボーデの見解は広く受け入れられた。またマウリッツハイス版は1982年にレンブラント研究プロジェクトによってカタログ化され、マウリッツハイス美術館で最も有名な作品の1つになった。ところが1991年にクラウス・グリムは様式の観点からマウリッツハイス版の帰属を否定し、ニュルンベルク版をレンブラントのオリジナルであると主張した。この主張がすぐに受け入れられることはなかったが、1998年、赤外線リフレクトグラフィーを用いた科学調査によって、マウリッツハイス版から通常のレンブラントの作品では見出されたことがない広範囲にわたる下絵が発見されると、それまで広く認められていたレンブラントへの帰属が疑問視されることになった。さらにこの下絵は本作品の輪郭と正確に一致していることが明らかになった。これはマウリッツハイス版がニュルンベルク版をトレースして描かれた複製であることを意味しており、グリムの説の正しさが証明された。この研究結果は、翌1999年から2000年にロンドンとデン・ハーグで開催されたレンブラントの展覧会で発表された。また同展覧会では両作品が出展され、そのうちニュルンベルク版が真筆画として展示された。それ以来ニュルンベルク版はレンブラントの真筆画として受け入れられている。

## 来歴
自画像はニュルンベルクの商人アントン・パウル・ハインライン（Anton Paul Heinlein, 1745年-1832年）に所有されていたことが知られている。ハインラインが死去した1832年に競売で売却され、美術収集家ヨハン・ヤーコブ・ハーテル（Johann Jacob Hertel, 1782年-1851年）が購入した。ハーテルは他にも風景画家ウィレム・ファン・ベンメルの『猟師が休んでいるイタリア風の川の風景』（Zuidelijk landschap met rustende jagers）やアラールト・ファン・エーフェルディンヘンの『滝の近くに小屋のある山の風景』（Berglandschap met hutten bij een waterval）、ヤン・クペツキーの『フルート奏者の肖像』（Porträt eines Flötisten）といった作品を所有していた。これらの絵画はハーテル死後の1862年にニュルンベルク市の所有となり、1875年から1877年以降、ゲルマン国立博物館に貸与されている。

## 複製
マウリッツハイス美術館のバージョンは、もともとデン・ハーグの政治家ホーファールト・ファン・スリンヘラントのコレクションに含まれていた作品である。1767年11月2日にファン・スリンヘラントが死去したのち、肖像画は1768年5月18日の競売で売却される予定だった。しかし肖像画はそれよりも早く、ファン・スリンヘラントの全コレクションとともに、オラニエ公ウィレム5世によって50,000ギルダーで購入された。しかしフランス革命戦争でネーデルラントがフランスに占領されるとウィレム5世はイギリスに亡命した。絵画は没収されてパリに運ばれ、1795年から1815年にかけて共和国中央美術館（Muséum central des arts de la République）、その後名称を改めたナポレオン美術館（Musée napoléonien, 後のルーヴル美術館）に移された。ナポレオン退位後の1816年、絵画がウィレム5世の息子で初代オランダ国王であるウィレム1世に返還されると、ウィレム5世ギャラリーに収蔵された。絵画がマウリッツハイス美術館に移されたのは1822年のことである。
マウリッツハイス版は1775年にイギリスの版画家ヴァレンタイン・グリーンによって『ルパート王子』（Prince  Rupert）のタイトルでメゾチントが制作されている。また肖像画がフランスにあった1804年にアレクシ・シャティニエ（Alexis Chataigner）、1804年から1810年にジャン・マッサール（Jean Massard）によってエングレーヴィングが制作された。
1998年以降、マウリッツハイス版はニュルンベルク版の複製と考えられ、制作者としてヘラルト・ドウの名前が一時的に挙げられたが、現在は単にレンブラントの工房による複製とされている。イーリク・ヤン・スライテル（Eric Jan Sluijter）やアーサー・K・ウィーロック・ジュニアはレンブラントによる繰り返しとする考えを維持した。

## ギャラリー
レンブラントの初期の自画像

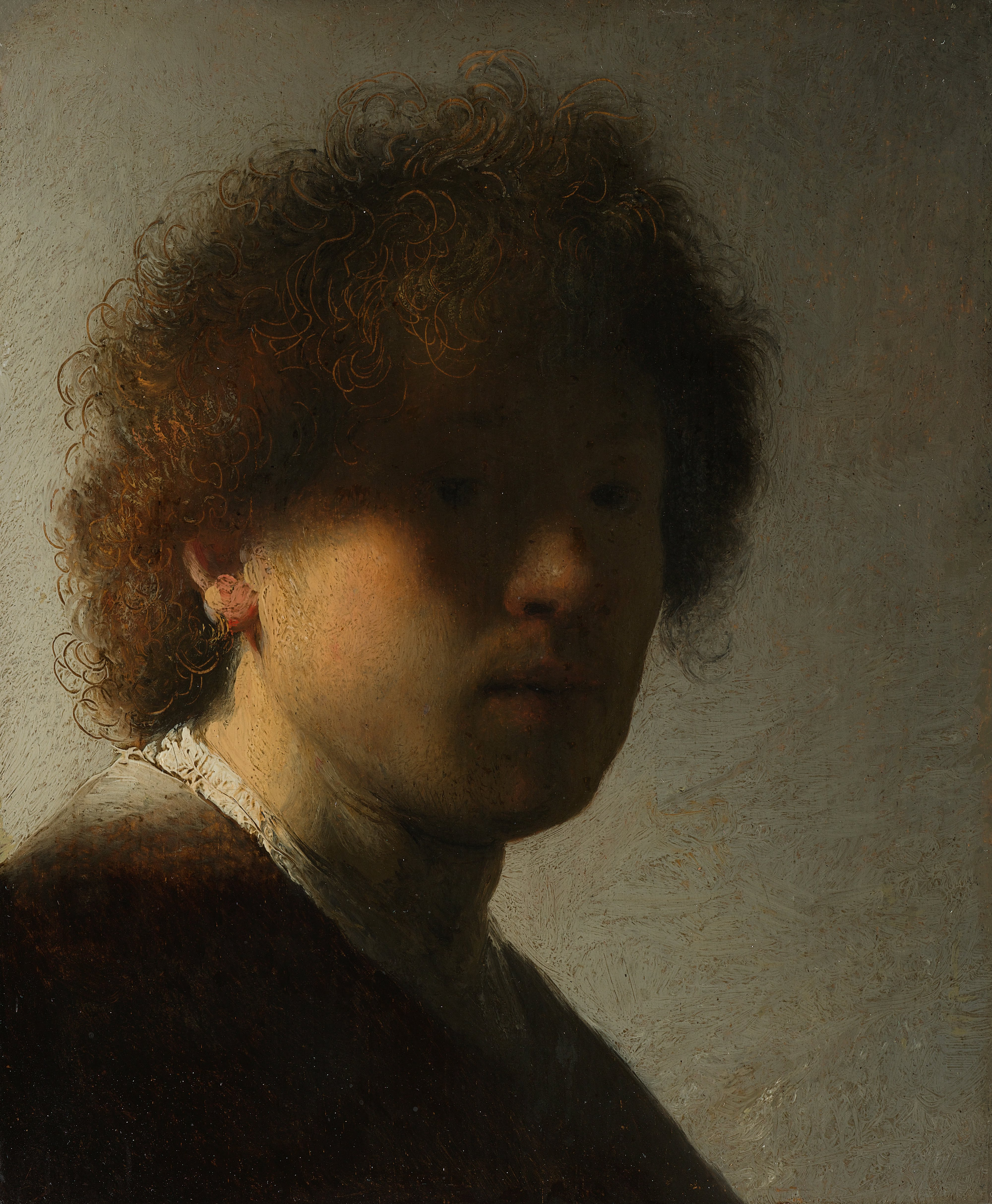
『自画像』1628年 アムステルダム国立美術館所蔵
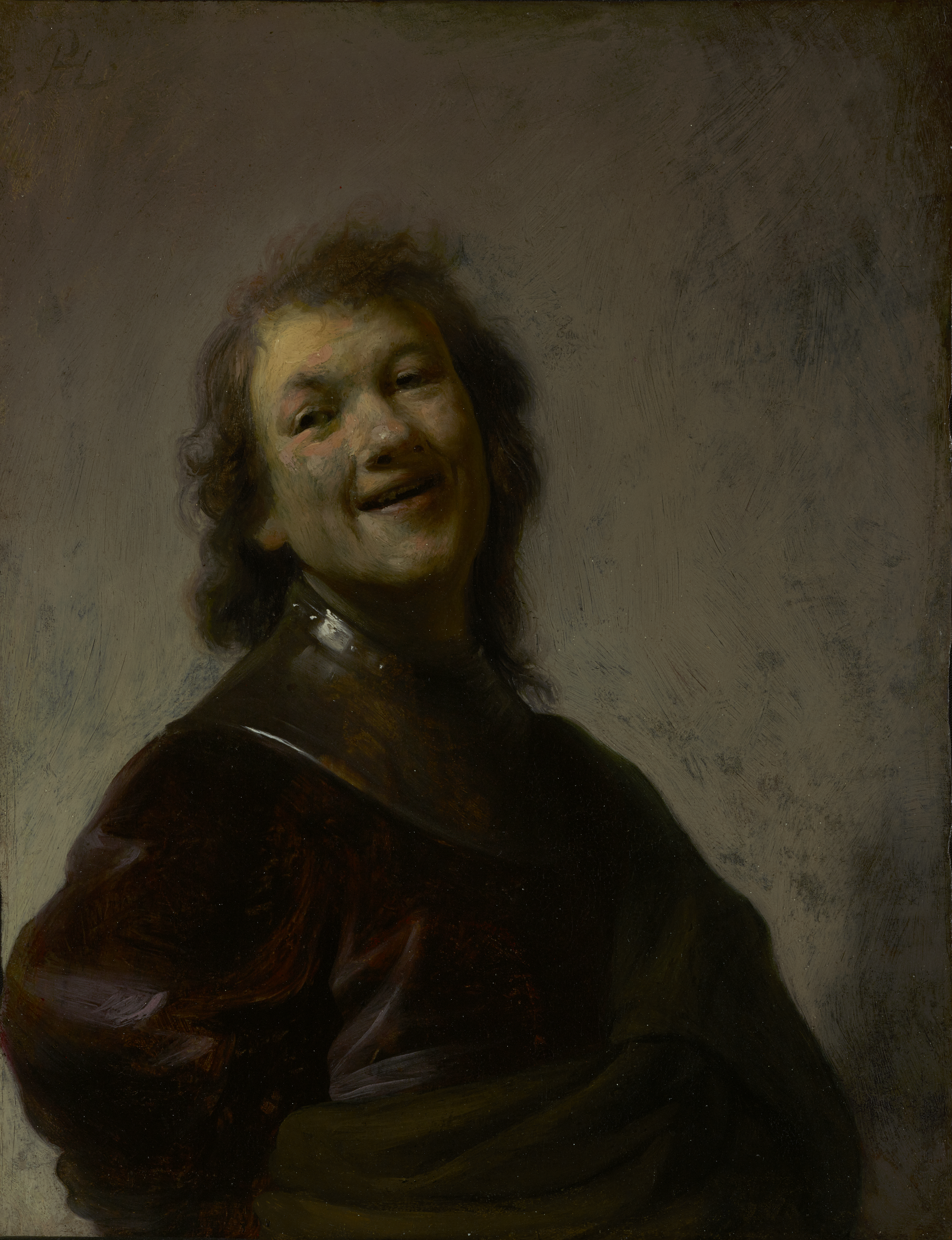
『笑う自画像』1628年頃 J・ポール・ゲティ美術館所蔵
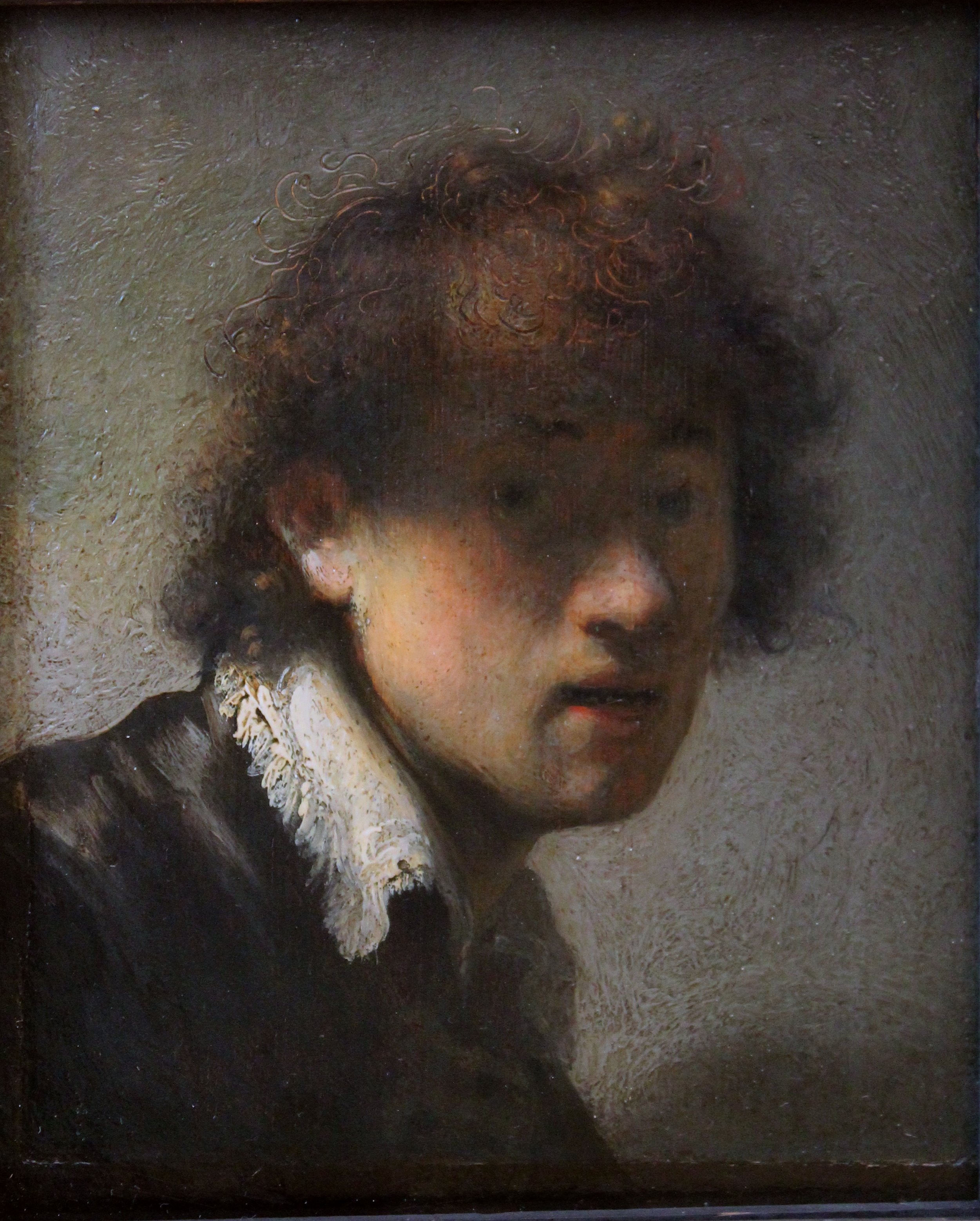
『自画像』1629年 アルテ・ピナコテーク所蔵
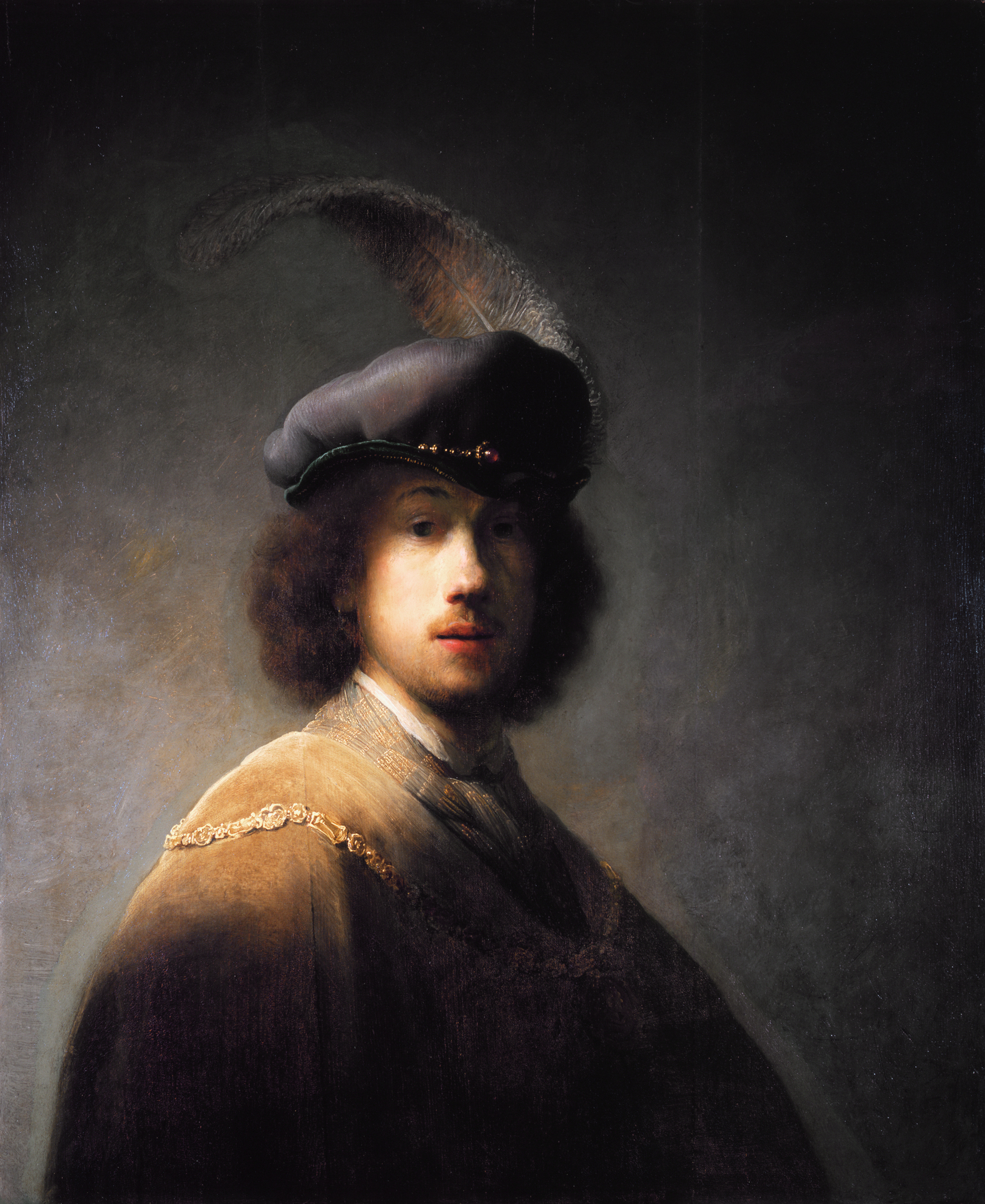
『羽飾りのあるベレー帽の自画像』1629年 イザベラ・スチュワート・ガードナー美術館所蔵
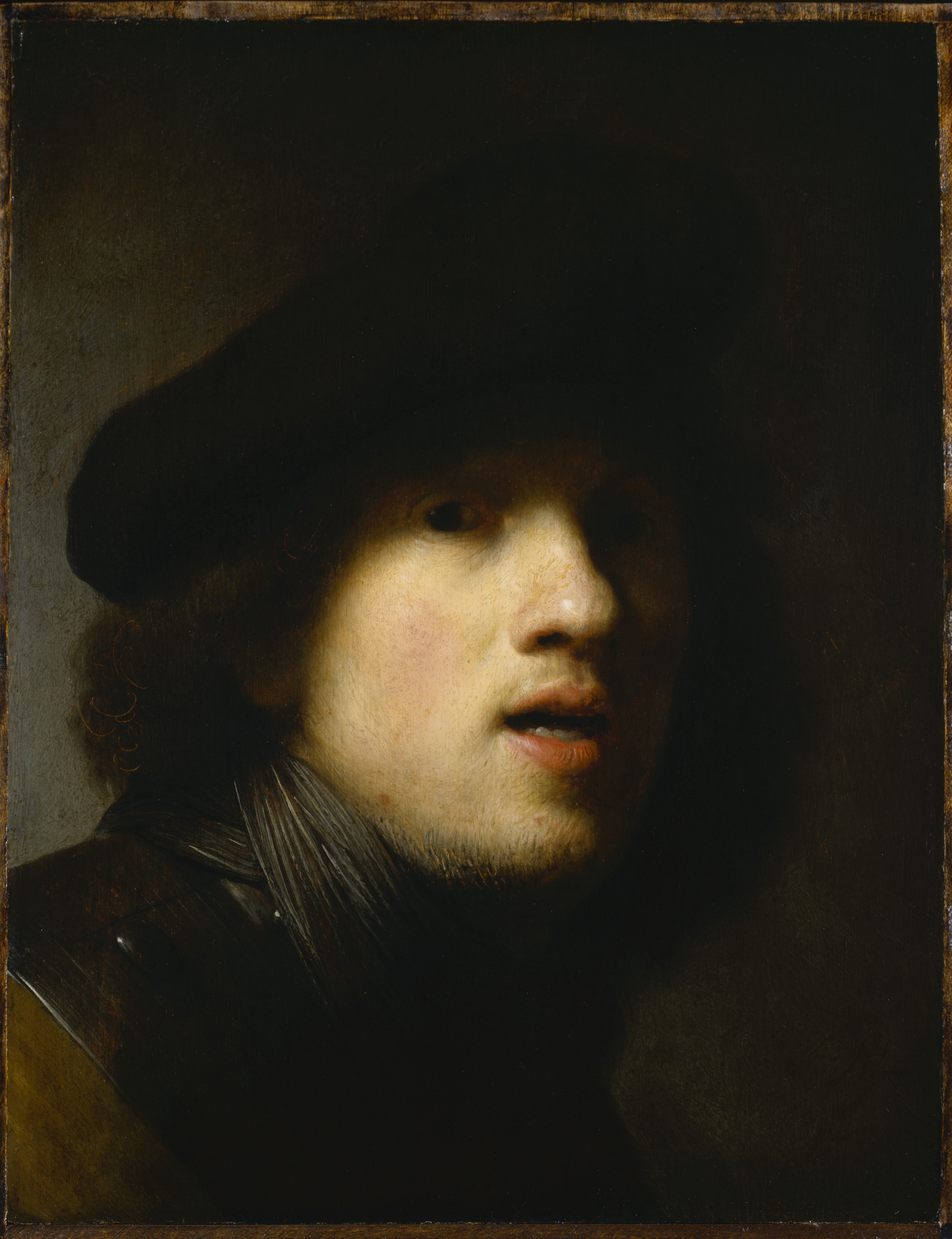
『ベレー帽をかぶった自画像』1629年頃 インディアナポリス美術館所蔵

印刷物

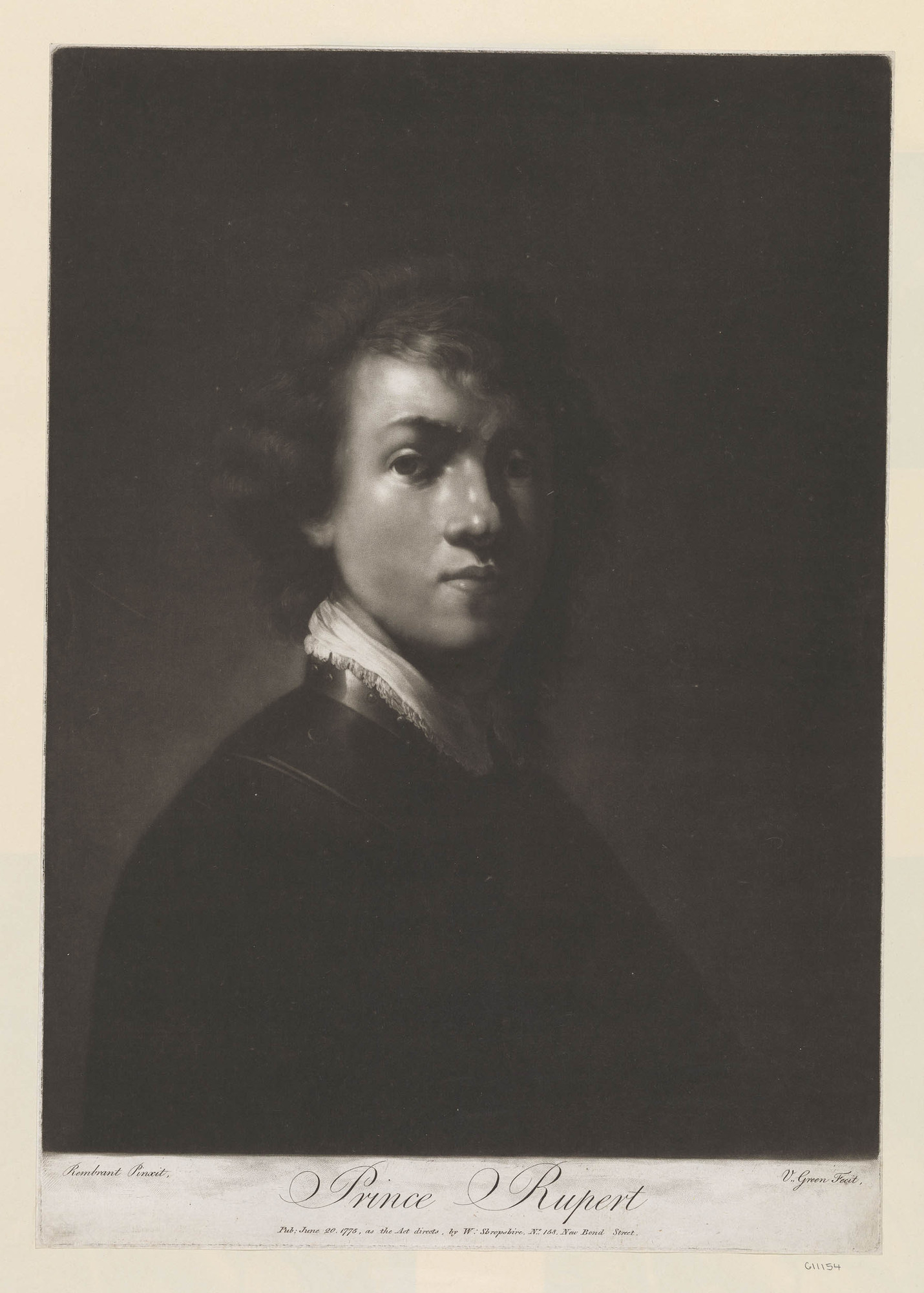
ヴァレンタイン・グリーン（英語版）『ルパート王子』1775年
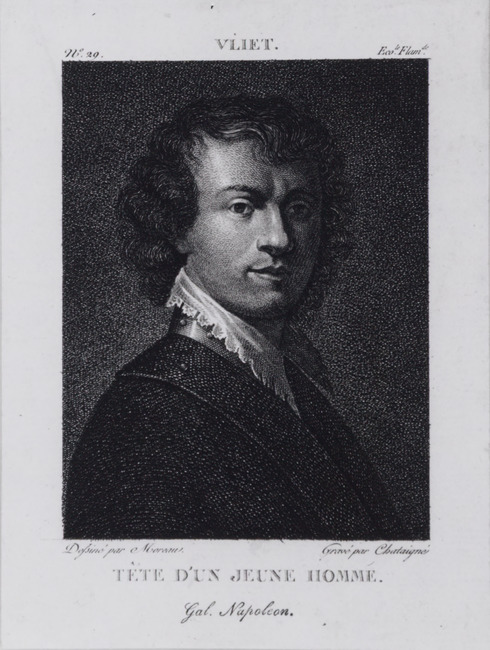
アレクシ・シャティニエ（Alexis Chataigner）のエッチング 1804年
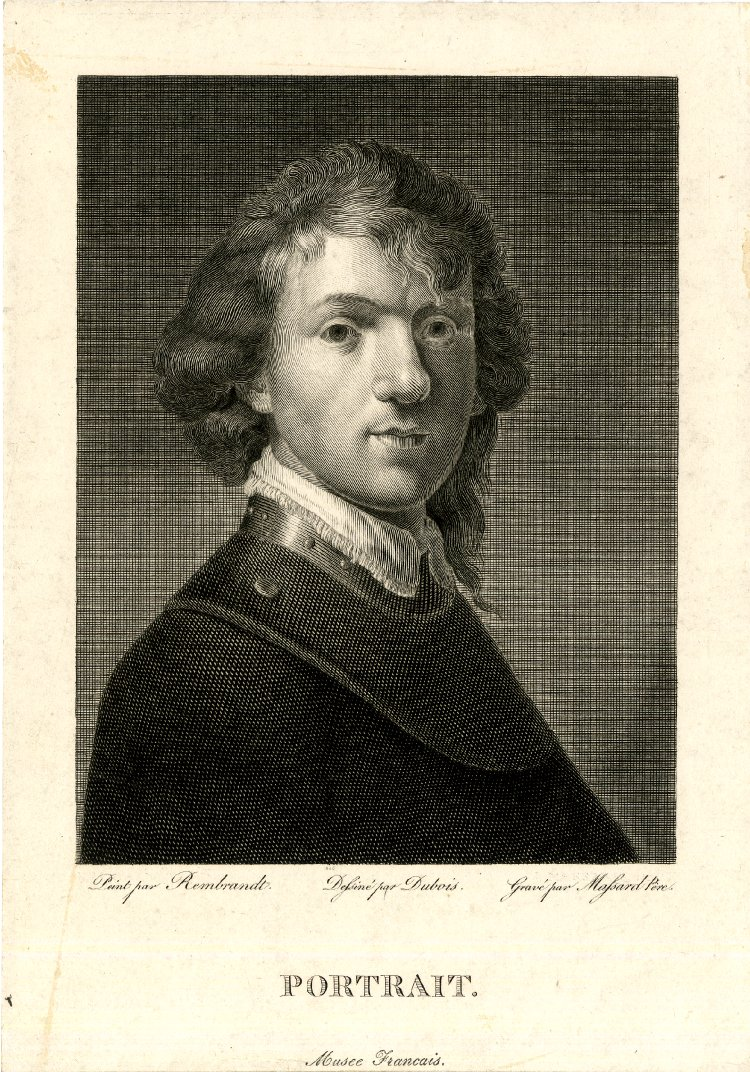
ジャン・マッサール（Jean Massard）のエッチング 1804年から1810年